# 윤이나 (1987년)
윤이나(1987년 9월 26일 ~ )는 대한민국의 배우다.

## 학력
- 건국대학교 영화예술학과

## 출연작

### 드라마
- 2011년 SBS 《내사랑 내곁에》
- 2009년 SBS 《망설이지마》
- 2008년 MBC 《달콤한 인생》

### 뮤직비디오
- 2007년 휘성 《사랑은 맛있다♡》